# Paulette
Paulo César Bacellar da Silva (São Paulo, 12 de junho de 1952 — São Paulo, 30 de julho de 1993), conhecido pelo nome artístico Paulette, foi um ator, dançarino e humorista brasileiro.

## Carreira
Paulette foi também um dos membros do grupo Dzi Croquettes, grupo carioca irreverente, alinhado à contracultura, à criação coletiva e ao teatro vivencial, que faz da homossexualidade uma bandeira de afirmação de direitos.
Com um grande talento para o humor, o artista fez várias participações nas décadas de 80 e 90 no mundo televisivo, entre elas os programas Chico Anysio Show, Estados Anysios de Chico City e Viva o Gordo. No Chico Anysio Show, interpretava Leon, que era a "amiga" de Haroldo (a quem chamava de Luana), um gay que teimava em se dizer "curado" e "bofe", o personagem usava como refrão a frase: "Luana, volta pro reduto, meu amor!" Participou também da Escolinha do Professor Raimundo em 1991, como o personagem Milha.
Entre outras aparições, participou também de um especial na Terça Nobre com Xuxa Meneghel, bem como da novela Dancin' Days (1978), na qual foi um dos coadjuvantes que contracenavam com a atriz Sônia Braga. Seu último trabalho foi na novela De Corpo e Alma, onde interpretou Inácio, que trabalhava como segurança de um ônibus clandestino e era amigo de Bira (Guilherme de Pádua). No cinema, o único trabalho de Paulette foi Rio Babilônia, de 1982.

## Cronologia

### Televisão
- 1992 — De Corpo e Alma .... Inácio
- 1991 — Escolinha do Professor Raimundo .... Milha
- 1988 — Bebê a Bordo .... Osvaldão
- 1985 — Um Sonho a Mais .... Julião
- 1984 — Transas e Caretas
- 1982 — Chico Anysio Show ... Leon
- 1981 — Baila Comigo
- 1981 — Viva o Gordo
- 1978 — Dancin' Days

### Cinema
- 1982 — Rio Babilônia .... cantor e dançarino da festa

## Falecimento
O ator morreu em 30 de julho de 1993 vítima de um coma diabético e uma broncopneumonia, relacionados ao vírus da AIDS.